# Douglas Welbat
Douglas Welbat (* 25. April 1957 in West-Berlin) ist ein deutscher Filmproduzent, Hörspielsprecher, Schauspieler, Hörbuchsprecher, Regisseur, Synchronsprecher und Drehbuchautor. Außerdem ist er der Geschäftsführer der movieCompany und der Zipfelmützenfilm GmbH.

## Leben
Douglas Welbat ist der Sohn des Schauspielerehepaares Alexander Welbat und Siegrid Hackenberg. Er ist mit der Schauspielerin Katja Brügger verheiratet. Das Paar hat einen gemeinsamen Sohn namens Daniel Welbat, der als Blues-Rock-Musiker, Filmkomponist und Synchronsprecher tätig ist.
Nach dem Abitur 1975 nahm Welbat drei Jahre Schauspielunterricht bei Karl Paryla. Mit Bertram von Boxberg und anderen spielte er in der Hamburger Theatergruppe Hempels Theater GmbH. 1981 verfasste er zusammen mit Katja Brügger und Bertram von Boxberg die Drehbücher der Dan-Shocker-Romanserien Larry Brent und Macabros. Diese wurden von dem Label Europa unter der Regie von Heikedine Körting als Hörspiele umgesetzt. Die Kassetten wurden ein großer Erfolg, obwohl (oder gerade weil) Welbat humoristische Elemente in die Drehbücher aufnahm, die in den Romanen nicht vorhanden waren. In die Kritik geriet allerdings die Brutalität in manchen Folgen. Dies führte sogar dazu, dass ein Larry-Brent-Hörspiel (Die Schlangenköpfe des Doktor Gorgo) indiziert wurde. Ab dem Jahr 2000 wurden beide Serien in zensierter Form wieder neu aufgelegt sowie einige neue Folgen produziert, an denen Welbat aber nicht mehr beteiligt war. Er lieh des Weiteren in den Hörbüchern zu der Kinderbuchreihe Kommissar Kugelblitz von Ursel Scheffler dem Kommissar seine Stimme.
Unter anderem war Welbat auch in vielen Folgen der Serie Die drei ???, sowie als Mekaneck in der Serie Masters of the Universe in mehreren Folgen zu hören. Heute ist er als Sprecher des Krümelmonsters in der Sesamstraße bekannt, dem fast 20 Jahre zuvor sein Vater Alexander die Stimme geliehen hatte. Nebenher spricht Welbat auch Werbespots für Funk und Fernsehen.
Darüber hinaus arbeitet er als Synchronsprecher. Dabei lieh er seine Stimme u. a. William Hurt (King of Queens: Psycho-Kisten), Richard Karn (in der ersten Synchronfassung von Hör mal, wer da hämmert) und Rolf Lassgård in den Wallander-Verfilmungen. 2022 trat er die Nachfolge von Detlef Bierstedt als Standardstimme von Stellan Skarsgård an, welchen er bereits vorher vereinzelt synchronisierte (Der Medicus).

## Filmografie (Auswahl)

### Als Schauspieler
- 1975: Tadellöser & Wolff
- 1978: Winterspelt 1944
- 1979: Ein Kapitel für sich
- 1982: St. Pauli-Landungsbrücken
- 1985: Die Schwarzwaldklinik
- 1985: Diese Drombuschs
- 1993: Bella Block: Die Kommissarin
- 1998: Alarm für Cobra 11 – Die Autobahnpolizei (Fernsehserie, 1 Episode)
- 2000: Staplerfahrer Klaus
- 2003: Tatort – Väter
- 2003: Das Duo – Stiller Tod
- 2004: 7 Zwerge – Männer allein im Wald
- 2006: 7 Zwerge – Der Wald ist nicht genug
- 2010: Vater Morgana

### Als Drehbuchautor
- 1994: Hallo, Onkel Doc!
- 1997: Wilde Zeiten
- 2014: Der 7bte Zwerg

### Als Produzent
- 2004: 7 Zwerge – Männer allein im Wald
- 2006: 7 Zwerge – Der Wald ist nicht genug
- 2010: Vater Morgana
- 2014: Der 7bte Zwerg

## Synchronrollen (Auswahl)
Rolf Lassgård
- 1994: als Kurt Wallander in Mörder ohne Gesicht (Synchro 2003)
- 1995: als Kurt Wallander in Hunde von Riga (Synchro 2003)
- 2001: als Kurt Wallander in Die falsche Fährte
- 2002: als Kurt Wallander in Die fünfte Frau
- 2003: als Kurt Wallander in Der Mann, der lächelte
- 2005: als Kurt Wallander in Mittsommermord
- 2006: als Kurt Wallander in Die Brandmauer
- 2007: als Kurt Wallander in Wallanders letzter Fall
- 2010: als Sebastian Bergman in Sebastian Bergman
- 2015: als Ove Lindahl in Ein Mann namens Ove
- 2017: als Dr. Jorgen Asbjørnsen in Downsizing
- 2019–2021: als Martin Beskow in Exit

Stellan Skarsgård
- 2010: als Ulrik in Ein Mann von Welt
- 2013: als Bader in Der Medicus
- 2014: als Nils Dickman in Einer nach dem anderen
- 2019: als Tomas in Hope
- 2022: als Dr. Erik Selvig in Thor: Love and Thunder
- 2022–2025: als Luthen Rael in Andor
- 2024: als Baron Wladimir Harkonnen in Dune: Part Two

J. K. Simmons
- 2010: als Henry Sawyer in The Music Never Stopped
- 2021: als James Forester in The Tomorrow War
- 2021: als George Zax (2. Stimme) in Goliath

## Hörspiele
- Elisabeth Herrmann: Schlick. Regie: Sven Stricker. Radio-Tatort, NDR 2010.
- „Holle Honig“ in der Hörspielreihe Holle Honig (Verlag Europa).
- diverse Rollen als Sprecher bei „Die drei ???“ (Verlag Europa).
- Professor Zamorra in der Hörspielreihe Geisterjäger John Sinclair (Lübbe-Audio)
- Philip Pullman: Der goldene Kompass (His Dark Materials, Hörspiel, als Lord Asriel). NDR Info/ Silberfisch, ISBN 978-3-86742-199-7.

## Hörbücher (Auswahl)
- Ursel Scheffler: Kommissar Kugelblitz: Der gelbe Koffer,  Audio Media Verlag, ISBN 978-3-95639-265-8
- Cliff Allister: IM DIENST DER GARDE, Lübbe Audio, 2022, ISBN 978-3-7540-0323-7 (Hörbuch-Download, Mercenary Chronicles - Teil 1)
- Michael Hjorth, Hans Rosenfeldt, Ursel Allenstein: Das Mädchen, das verstummte, Audiobuch (Verlag) & Audible, 2022